# Gnophos tholeraria
Gnophos tholeraria là một loài bướm đêm trong họ Geometridae.